# Cupa României 1979/80
Der Cupa României in der Saison 1979/80 war das 42. Turnier um den rumänischen Fußballpokal. Sieger wurde zum zweiten Mal nach 1958 Politehnica Timișoara, das sich im Finale am 1. Juni 1980 gegen Titelverteidiger Steaua Bukarest durchsetzen konnte. Dadurch qualifizierte sich „Poli“ für den Europapokal der Pokalsieger.

## Modus
Die Klubs der Divizia A stiegen erst in der Runde der letzten 32 Mannschaften ein. Ab dem Achtelfinale wurden alle Spiele – abgesehen vom Finale, das traditionell in Bukarest stattfand – auf neutralem Platz ausgetragen. Es wurde jeweils nur eine Partie ausgetragen. Stand diese nach 90 Minuten unentschieden, folgte eine Verlängerung von 30 Minuten. Falls danach noch immer keine Entscheidung gefallen war, kam im Sechzehntelfinale die auswärts spielende Mannschaft eine Runde weiter, ab dem Achtelfinale wurde die Entscheidung im Elfmeterschießen herbeigeführt.

## Sechzehntelfinale
| Datum            |                       | Ergebnis  |                       |
| ---------------- | --------------------- | --------- | --------------------- |
| 9. Dezember 1979 | Rulmentul Alexandria  | 1:1 n. V. | FCM Galați            |
|                  | Gloria Bistrița       | 2:0       | FC Baia Mare          |
|                  | Gloria Buzău          | 0:1       | Steaua Bukarest       |
|                  | Metalul Bukarest      | 5:1       | FC Olt Scornicești    |
|                  | Rapid Bukarest        | 2:1 n. V. | Dinamo Bukarest       |
|                  | Victoria Călan        | 2:2 n. V. | Politehnica Iași      |
|                  | Minerul Comănești     | 2:5       | Universitatea Cluj    |
|                  | Unirea Dej            | 1:4       | SC Bacău              |
|                  | Cristalul Dolohoi     | 1:5       | Jiul Petroșani        |
|                  | Utilajul Făgăraș      | 0:0 n. V. | Sportul Studențesc    |
|                  | ACS Flacăra Horezu    | 0:2       | CS Târgoviște         |
|                  | Cimentul Medgidia     | 1:1 n. V. | AS Armata Târgu Mureș |
|                  | FC Bihor Oradea       | 0:2       | Chimia Râmnicu Vâlcea |
|                  | Metalul Oțelu Roșu    | 0:1       | Politehnica Timișoara |
|                  | Petrolul Ploiești     | 2:0       | FC Argeș Pitești      |
| 20. Februar 1980 | Universitatea Craiova | 1:0 n. V. | Olimpia Satu Mare     |

## Achtelfinale
| Datum            |                       | Ergebnis              |                       | Ort        |
| ---------------- | --------------------- | --------------------- | --------------------- | ---------- |
| 24. Februar 1980 | Jiul Petroșani        | 1:0                   | Universitatea Cluj    | Alba Iulia |
|                  | Universitatea Craiova | 2:0                   | SC Bacău              | Brașov     |
|                  | Sportul Studențesc    | 2:2 n. V. (4:2 i. E.) | Politehnica Iași      | Brăila     |
|                  | Rapid Bukarest        | 3:2 n. V.             | Metalul Bukarest      | Bukarest   |
|                  | Politehnica Timișoara | 1:0                   | AS Armata Târgu Mureș | Deva       |
|                  | Steaua Bukarest       | 4:0                   | CS Târgoviște         | Pitești    |
|                  | FCM Galați            | 4:0                   | Chimia Râmnicu Vâlcea | Ploiești   |
|                  | Gloria Bistrița       | 1:0                   | Petrolul Ploiești     | Sibiu      |

## Viertelfinale
| Datum          |                       | Ergebnis              |                    | Ort            |
| -------------- | --------------------- | --------------------- | ------------------ | -------------- |
| 16. April 1980 | Rapid Bukarest        | 0:0 n. V. (7:6 i. E.) | Jiul Petroșani     | Craiova        |
|                | Steaua Bukarest       | 1:0                   | FCM Galați         | Medgidia       |
|                | Universitatea Craiova | 1:0                   | Sportul Studențesc | Râmnicu Vâlcea |
|                | Politehnica Timișoara | 2:1                   | Gloria Bistrița    | Sibiu          |

## Halbfinale
| Datum        |                       | Ergebnis              |                       | Ort            |
| ------------ | --------------------- | --------------------- | --------------------- | -------------- |
| 28. Mai 1980 | Steaua Bukarest       | 2:1                   | Universitatea Craiova | Pitești        |
|              | Politehnica Timișoara | 1:1 n. V. (4:2 i. E.) | Rapid Bukarest        | Râmnicu Vâlcea |

## Finale
| Paarung               | Politehnica Timișoara – Steaua Bukarest |
| Ergebnis              | 2:1 n. V. (1:1, 1:1) |
| Datum                 | 1. Juni 1980 |
| Stadion               | Stadionul 23 August, Bukarest |
| Schiedsrichter        | Nicolae Rainea (Bârlad) |
| Tore                  | 0:1 Tudorel Stoica (25.) 1:1 Viorel Vișan (43.) 2:1 Dan Păltinișan (96.) |
| Politehnica Timișoara | Radu Suciu, Dumitru Nadu, Dan Păltinișanu, Gheorghe Șerbănoiu, Viorel Vișan, Adrian Manea, Emerich Dembrovszki, Titi Nicolae (61. Vasile Nucă), Stelian Anghel, Leonida Nedelcu (91. Ion Octavian Roșca), Gheorghe Cotec Cheftrainer: Ion V. Ionescu |
| Steaua Bukarest       | Vasile Iordache, Teodor Anghelini, Florin Marin, Ștefan Sameș, Iosif Vigu, Tudorel Stoica (75. Ion Nițu), Anghel Iordănescu (65. Gabriel Zahiu), Ion Dumitru, Vasile Aelenei, Marcel Răducanu, Adrian Ionescu Cheftrainer: Gheorghe Constantin       |